# 阿耳忒弥斯峡谷
阿耳忒弥斯峡谷（英語：Artemis Chasma）是金星表面接近圆形的断裂地形，几乎包围了整个阿耳忒弥斯冕状物。该峡谷及与之关联的冕状物位于金星阿佛洛狄忒高地，坐标南纬35°、东经135°。
它被命名为希腊神话中代表山林、出生、贞操、生育，携带弓箭的狩猎及月亮女神阿耳忒弥斯。